# Marco Hartmann
Marco Hartmann (Leinefelde-Worbis, 25 febbraio 1988) è un ex calciatore tedesco, di ruolo centrocampista.

## Carriera
Ha giocato nella seconda divisione tedesca.

## Palmarès

### Club

#### Competizioni nazionali
- Fußball-Regionalliga: 1

Hallescher: 2011-2012 (girone nord)
- 3. Liga: 2

Dinamo Dresda: 2015-2016, 2020-2021